# Candidați la președinția României

## Alegerile din 1990 (20 mai)
Alegerile din 1990 au înregistrat un record de votanți 14.826.616 din totalul de 17.200.722 înscriși în listele electorale, ceea ce înseamnă un procent-record de 86,19%. Un record poate fi poate fi catalogat și procentul cu care Ion Iliescu a fost ales președinte României: 85,07%, adică 12.232.498 de voturi. Ceilalți doi candidați, Radu Câmpeanu (PNL) și Ion Rațiu (PNȚCD) s-au plasat foarte departe de câștigător, cu numai 1.529.188 de voturi (10,64%) și, respectiv, 617.007 voturi (4,29%).

### Lista candidaților
| Candidați     | Partidul                   | Voturi     | % Voturi |
| ------------- | -------------------------- | ---------- | -------- |
| Ion Iliescu   | Frontul Salvării Naționale | 12.232.498 | 85,07    |
| Radu Câmpeanu | Partidul Național Liberal  | 1.529.188  | 10,64    |
| Ion Rațiu     | PNȚCD                      | 617.007    | 4,29     |
| Total         |                            | 14.378.693 | 100      |

## Alegerile din 1992 (27 septembrie)
În 1992, la al doilea proces de votare post-decembrist, românii nu s-au mai prezentat la secțiile de votare în număr așa mare ca în mai 1990. În primul tur al prezidențialelor, desfășurat la 27 septembrie, din cei 16.380.663 de cetățeni cu drept de vot, au venit la urne doar 12.496.430 (76,28%), cu aproximativ 2 milioane mai puțin decât în '90 și aproape exact numărul celor care îl votaseră la primele alegeri pe președintele în exercițiu de atunci Ion Iliescu. 
Din cei șase candidați la funcția de președinte al României, alegerile prezidențiale s-au tranșat, în turul doi de data aceasta, între același președinte în exercițiu Ion Iliescu (susținut în primul tur de 5.633.465 de români, adică 47,34%) și reprezentantul Convenției Democrate Române, clasat al doilea candidat după primul tur, Emil Constantinescu (care primise în primul tur 3.717.006 voturi, adică 31,24%). Și deși statistic prezența la vot a înregistrat o scădere, la scrutinul decisiv din 11 octombrie mergând la urne 12.153.810 români (73,22%), diferența de voturi între câștigător și învins a fost detașată.
Turul 1 – 27 septembrie 1992
| Candidați             | Partidul    | Voturi     | % Voturi |
| --------------------- | ----------- | ---------- | -------- |
| Emil Constantinescu   | CDR         | 3.717.006  | 31,2     |
| Caius Traian Dragomir | FSN         | 564.655    | 04,7     |
| Mircea Druc           | independent | 326.866    | 02,8     |
| Gheorghe Funar        | PUNR        | 1.294.388  | 10,9     |
| Ion Iliescu           | FDSN        | 5.633.456  | 47,3     |
| Ioan Mânzatu          | PR          | 362.485    | 03,1     |
| Total                 |             | 11,898,856 | 100      |

Turul 2 - 11 octombrie 1992
| Candidați           | Partidul | Voturi     | % Voturi |
| ------------------- | -------- | ---------- | -------- |
| Emil Constantinescu | CDR      | 4.641.207  | 38,6     |
| Ion Iliescu         | FDSN     | 7.393.429  | 61,4     |
| Total               |          | 12.034.636 | 100      |

## Alegerile din 1996 (17 noiembrie )

### Lista candidaților
- Ion Iliescu (Frontul Democrat al Salvării Naționale)

- Emil Constantinescu (Convenția Democrată Română)

## Alegerile din 2009

### Lista candidaților
- Traian Băsescu (Partidul Democrat Liberal)
- Mircea Geoană (Alianța PSD+PC)
- Crin Antonescu (Partidul Național Liberal)
- Corneliu Vadim Tudor (Partidul România Mare)
- Hunor Kelemen (Uniunea Democrată Maghiară din România)
- Sorin Oprescu(Candidat independent)
- George Becali (Partidul Noua Generație - Creștin Democrat)
- Remus Cernea (Partidul Verde)
- Constantin Rotaru (Partidul Alianța Socialistă)
- Eduard Gheorghe Manole (candidat independent)
- Ovidiu-Cristian Iane (Partidul Ecologist Român)
- Constantin-Ninel Potîrcă (candidat independent)

## Alegerile din 2014
- Lista candidaților

## Alegerile din 2019
- Lista candidaților